# Jusići (Zvornik)
Pour les articles homonymes, voir Jusići et Jušići.
Jusići (en serbe cyrillique : Јусићи) est un village de Bosnie-Herzégovine. Il est situé dans la municipalité de Zvornik et dans la république serbe de Bosnie. Selon les premiers résultats du recensement bosnien de 2013, il compte 316 habitants.

## Démographie

### Évolution historique de la population dans la localité
| 1948 | 1953 | 1961 | 1971 | 1981 | 1991 | 2013 |
| ---- | ---- | ---- | ---- | ---- | ---- | ---- |
| -    | -    | 229  | 294  | 543  | 500  | 316  |

|  |